# 陶努斯山麓施瓦尔巴赫
陶努斯山麓施瓦尔巴赫（德語：Schwalbach am Taunus，發音：[ˈʃvalbax ʔam ˈtaʊnʊs]）是德国黑森州达姆施塔特行政区美因-陶努斯县的城市，面积6.47平方千米，2023年12月31日人口为15,566人。